# Tomàs Padró i Marot
Tomàs Padró i Marot fou un escultor fill de Manresa, era fill d'en Jaume Padró i Cots i de Ramona Marot.

## Obra
- 1799 - La purísima concepció, el grup d'àngels i la creu que coronen el retaule del Sant Misteri.
- 1807 - Amb en Jaume de Manresa van construir el retaule de Nostra Senyora de Juncadella.
- 1819 - Cadafalc pels funerals de la reina Amàlia.
- 1827 - Treballa en el retaule de l'Altar Major de l'Església de Sant Francesc de Reus. Va morir sense acabar-lo a Manresa l'any 1827.

## Una nissaga d'escultors
«La família Padró exercint l'art d'imaginaire és de les més nombroses en aquesta ciutat...»
| Jaume Padró i Cots | Jaume Padró i Cots | Jaume Padró i Cots | Jaume Padró i Cots | Jaume Padró i Cots | Jaume Padró i Cots |                     |                     |                     |                     |                     |                     | Ramona Marot         | Ramona Marot         | Ramona Marot         | Ramona Marot         | Ramona Marot         | Ramona Marot         |                      |                      |                   |                   |                      |                      |                      |                      |                      |                      |                |                |  |  |
| Jaume Padró i Cots | Jaume Padró i Cots | Jaume Padró i Cots | Jaume Padró i Cots | Jaume Padró i Cots | Jaume Padró i Cots |                     |                     |                     |                     |                     |                     | Ramona Marot         | Ramona Marot         | Ramona Marot         | Ramona Marot         | Ramona Marot         | Ramona Marot         |                      |                      |                   |                   |                      |                      |                      |                      |                      |                      |                |                |  |  |
|                    |                    |                    |                    |                    |                    |                     |                     |                     |                     |                     |                     |                      |                      |                      |                      |                      |                      |                      |                      |                   |                   |                      |                      |                      |                      |                      |                      |                |                |  |  |
|                    |                    |                    |                    |                    |                    | Tomàs Padró i Marot | Tomàs Padró i Marot | Tomàs Padró i Marot | Tomàs Padró i Marot | Tomàs Padró i Marot | Tomàs Padró i Marot |                      |                      |                      |                      |                      |                      | Maria Anna Pijoan    | Maria Anna Pijoan    | Maria Anna Pijoan | Maria Anna Pijoan | Maria Anna Pijoan    | Maria Anna Pijoan    |                      |                      |                      |                      |                |                |  |  |
|                    |                    |                    |                    |                    |                    | Tomàs Padró i Marot | Tomàs Padró i Marot | Tomàs Padró i Marot | Tomàs Padró i Marot | Tomàs Padró i Marot | Tomàs Padró i Marot |                      |                      |                      |                      |                      |                      | Maria Anna Pijoan    | Maria Anna Pijoan    | Maria Anna Pijoan | Maria Anna Pijoan | Maria Anna Pijoan    | Maria Anna Pijoan    |                      |                      |                      |                      |                |                |  |  |
|                    |                    |                    |                    |                    |                    |                     |                     |                     |                     |                     |                     |                      |                      |                      |                      |                      |                      |                      |                      |                   |                   |                      |                      |                      |                      |                      |                      |                |                |  |  |
|                    |                    |                    |                    |                    |                    |                     |                     |                     |                     |                     |                     | Ramon Padró i Pijoan | Ramon Padró i Pijoan | Ramon Padró i Pijoan | Ramon Padró i Pijoan | Ramon Padró i Pijoan | Ramon Padró i Pijoan |                      |                      |                   |                   |                      |                      | Antònia Pedret       | Antònia Pedret       | Antònia Pedret       | Antònia Pedret       | Antònia Pedret | Antònia Pedret |  |  |
|                    |                    |                    |                    |                    |                    |                     |                     |                     |                     |                     |                     | Ramon Padró i Pijoan | Ramon Padró i Pijoan | Ramon Padró i Pijoan | Ramon Padró i Pijoan | Ramon Padró i Pijoan | Ramon Padró i Pijoan |                      |                      |                   |                   |                      |                      | Antònia Pedret       | Antònia Pedret       | Antònia Pedret       | Antònia Pedret       | Antònia Pedret | Antònia Pedret |  |  |
|                    |                    |                    |                    |                    |                    |                     |                     |                     |                     |                     |                     |                      |                      |                      |                      |                      |                      |                      |                      |                   |                   |                      |                      |                      |                      |                      |                      |                |                |  |  |
|                    |                    |                    |                    |                    |                    |                     |                     |                     |                     |                     |                     |                      |                      |                      |                      |                      |                      |                      |                      |                   |                   |                      |                      |                      |                      |                      |                      |                |                |  |  |
|                    |                    |                    |                    |                    |                    |                     |                     |                     |                     |                     |                     |                      |                      |                      |                      |                      |                      |                      |                      |                   |                   |                      |                      |                      |                      |                      |                      |                |                |  |  |
|                    |                    |                    |                    |                    |                    |                     |                     |                     |                     |                     |                     |                      |                      | Ramon Padró i Pedret | Ramon Padró i Pedret | Ramon Padró i Pedret | Ramon Padró i Pedret | Ramon Padró i Pedret | Ramon Padró i Pedret |                   |                   | Tomàs Padró i Pedret | Tomàs Padró i Pedret | Tomàs Padró i Pedret | Tomàs Padró i Pedret | Tomàs Padró i Pedret | Tomàs Padró i Pedret |                |                |  |  |